# Dalneretschensk
Dalneretschensk (russisch Дальнере́ченск) ist eine Stadt im Gebiet Primorje in Russland mit 23.613 Einwohnern (Stand 1. Oktober 2021).

## Geographie
Die Stadt liegt in der Ussuriniederung etwa 400 km nördlich der Regionshauptstadt Wladiwostok am linken Ufer der Bolschaja Ussurka (Großen Ussurka) unweit deren Mündung in den Ussuri, welcher hier die Grenze zur Volksrepublik China markiert. Die Grenze verläuft nur gut fünf Kilometer vom Stadtzentrum entfernt. Auf dem Stadtgebiet mündet die Malinowka von links in die Bolschaja Ussurka.
Die Stadt Dalneretschensk ist der Region administrativ direkt unterstellt und zugleich Verwaltungszentrum des gleichnamigen Rajons. Direkt zur Stadt gehören auch das südwestlich gelegene Dorf Laso und drei kleinere Dörfer mit zusammen 3894 Einwohnern, sodass die Gesamtbevölkerungszahl der administrativen Einheit Stadt Dalneretschensk 31.790 beträgt (2009).

## Geschichte
Der heutige Ort entstand etwa 1894 im Zusammenhang mit der Errichtung der Ussurieisenbahn Chabarowsk–Wladiwostok, dem heute östlichsten Teilstück der Transsibirischen Eisenbahn. Bahnstation und Ort wurden nach dem Fluss Iman benannt (russisch Иман, abgeleitet von chinesisch 伊曼/Yiman).
1917 erhielt der Ort das Stadtrecht.
Im Russischen Bürgerkrieg gehörte die Stadt zu den am stärksten umkämpften im Fernen Osten Russlands und wurde stark zerstört. Ende Mai 1920 wurden die nach dem Nikolajewsk-Zwischenfall zunächst von den Japanischen Interventionstruppen festgenommenen Bolschewiki Sergei Laso, Alexei Luzki und Wsewolod Sibirzew auf der nahegelegenen Bahnstation Murawjowo-Amurskaja von „weißen“ Kosaken getötet. Dieser Vorfall wurde später in der Sowjetunion propagandistisch überhöht: angeblich wurden die Drei bei lebendigem Leibe in der Feuerbüchse einer Dampflokomotive verbrannt. Bahnstation und Dorf wurden in Laso umbenannt, ein Denkmal an der Stelle ihres Todes errichtet sowie eine Reihe weiterer Orte und viele Straßen im Land umbenannt; in geringerem Umfang auch nach Luzki und Sibirzew.
1969 kam es nordwestlich der Stadt zu einem Grenzkonflikt zwischen der Sowjetunion und der Volksrepublik China, dem Zwischenfall am Ussuri. In der Folge wurden Fluss und Stadt Iman im Rahmen einer Kampagne gegen geographische Bezeichnungen chinesischer Herkunft 1972 umbenannt: der Fluss in Bolschaja Ussurka, die Stadt in Dalneretschensk (bedeutet etwa Stadt am Fluss im Fernen Osten).

## Bevölkerungsentwicklung
| Jahr | Einwohner |
| ---- | --------- |
| 1939 | 13.842    |
| 1959 | 25.411    |
| 1970 | 28.224    |
| 1979 | 31.330    |
| 1989 | 33.596    |
| 2002 | 30.092    |
| 2010 | 27.604    |
| 2021 | 23.613    |

Anmerkung: Volkszählungsdaten

## Kultur und Sehenswürdigkeiten
In der Stadt sind einzelne Gebäude vom Beginn des 20. Jahrhunderts erhalten, so das ehemalige Handelshaus Kunst und Albers von 1908, eine Kirche von 1913 sowie Befestigungsanlagen der ehemaligen Garnison aus der Periode der russischen Kolonisation des Ussurigebietes um 1860.
Dalneretschensk besitzt ein Museum zur Stadtgeschichte. Hier befindet sich auch ein Gedenkkomplex für die beim Ussuri-Zwischenfall 1969 ums Leben gekommenen sowjetischen Militärangehörigen.

## Wirtschaft und Infrastruktur
Bedeutendster Wirtschaftszweig in der Stadt Dalneretschensk ist die Holzwirtschaft. Daneben gibt es Betriebe der Lebensmittelindustrie und der Baustoffwirtschaft.
Dalneretschensk liegt an der Transsibirischen Eisenbahn (Streckenkilometer 8874 ab Moskau). Auf knapp 30 Kilometern Länge existiert auf dem Abschnitt um Dalneretschensk eine später errichtete, bis etwa acht Kilometer von der ursprünglichen Strecke entfernte Parallelstrecke, welche die Stadt östlich umgeht. An dieser liegen zwei weitere Bahnhöfe, Dalneretschensk II sowie Woguton im Stadtteil Domostroitelny.
Die Fernstraße A370 „Ussuri“ Chabarowsk–Wladiwostok umgeht das Stadtzentrum ebenfalls östlich. Bei Dalneretschensk zweigt die 05K-108 von der A370 ab, die nach Ariadnoje führt.

## Galerie

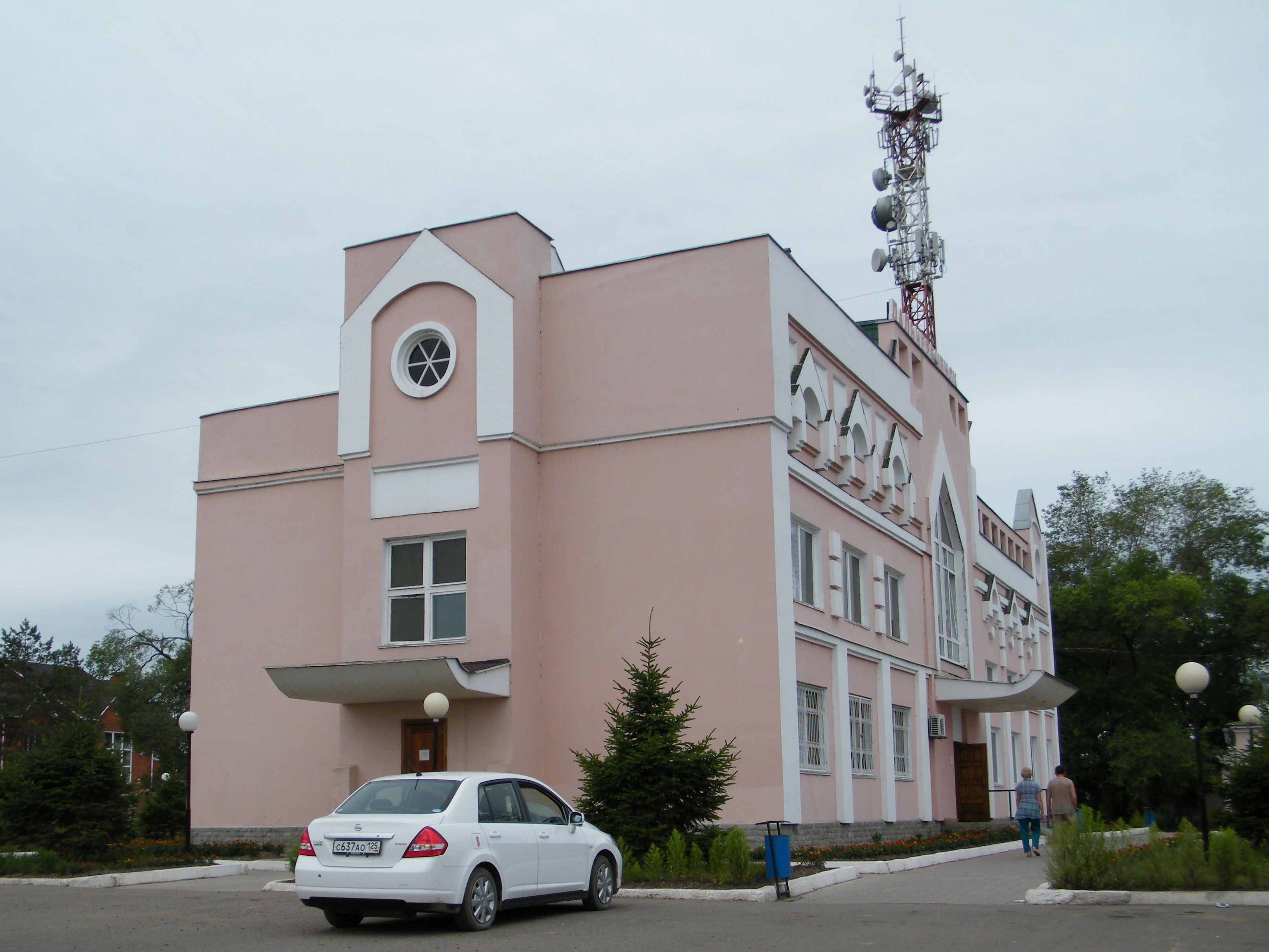
Bahnhofsgebäude (2012)
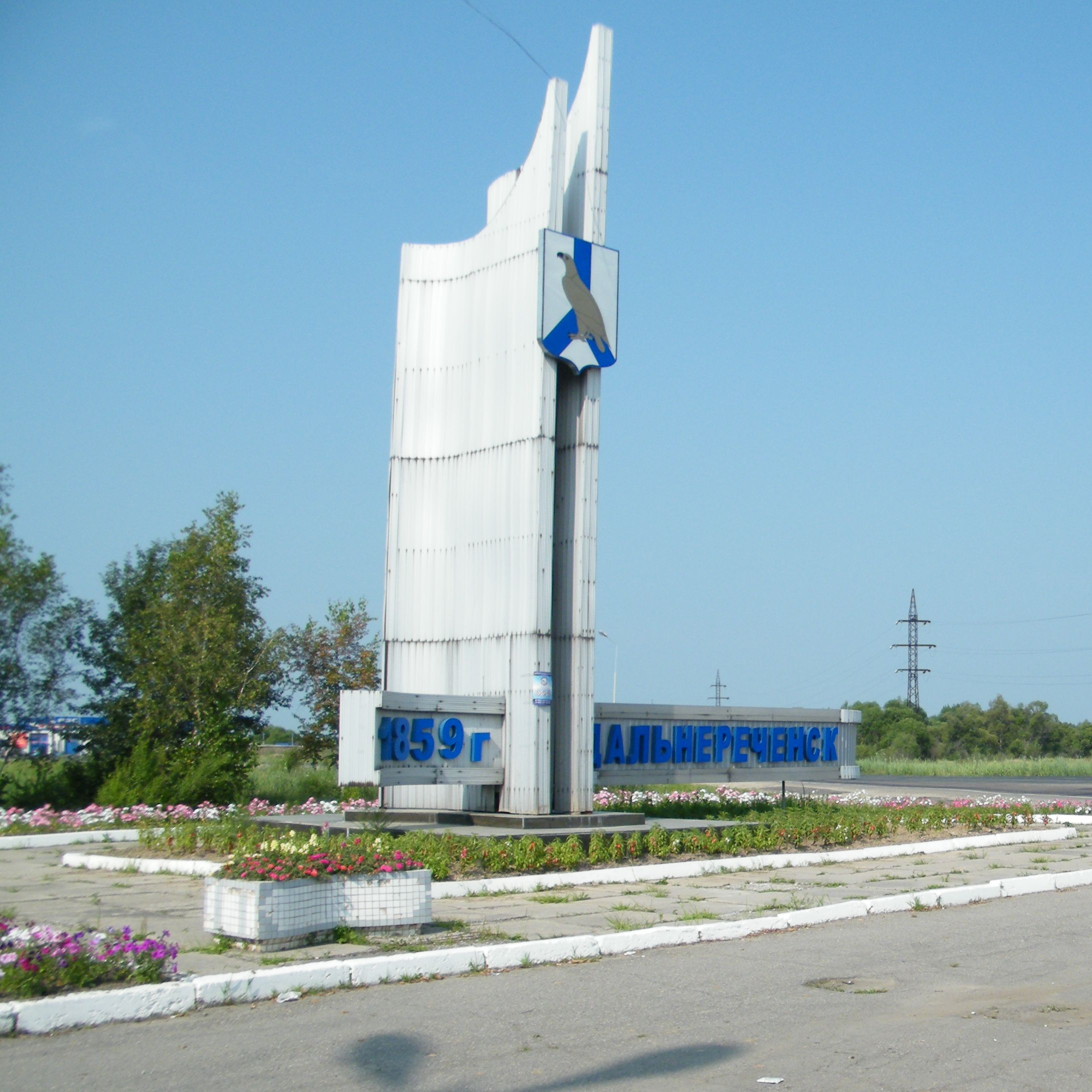
Ortseingang (2011)
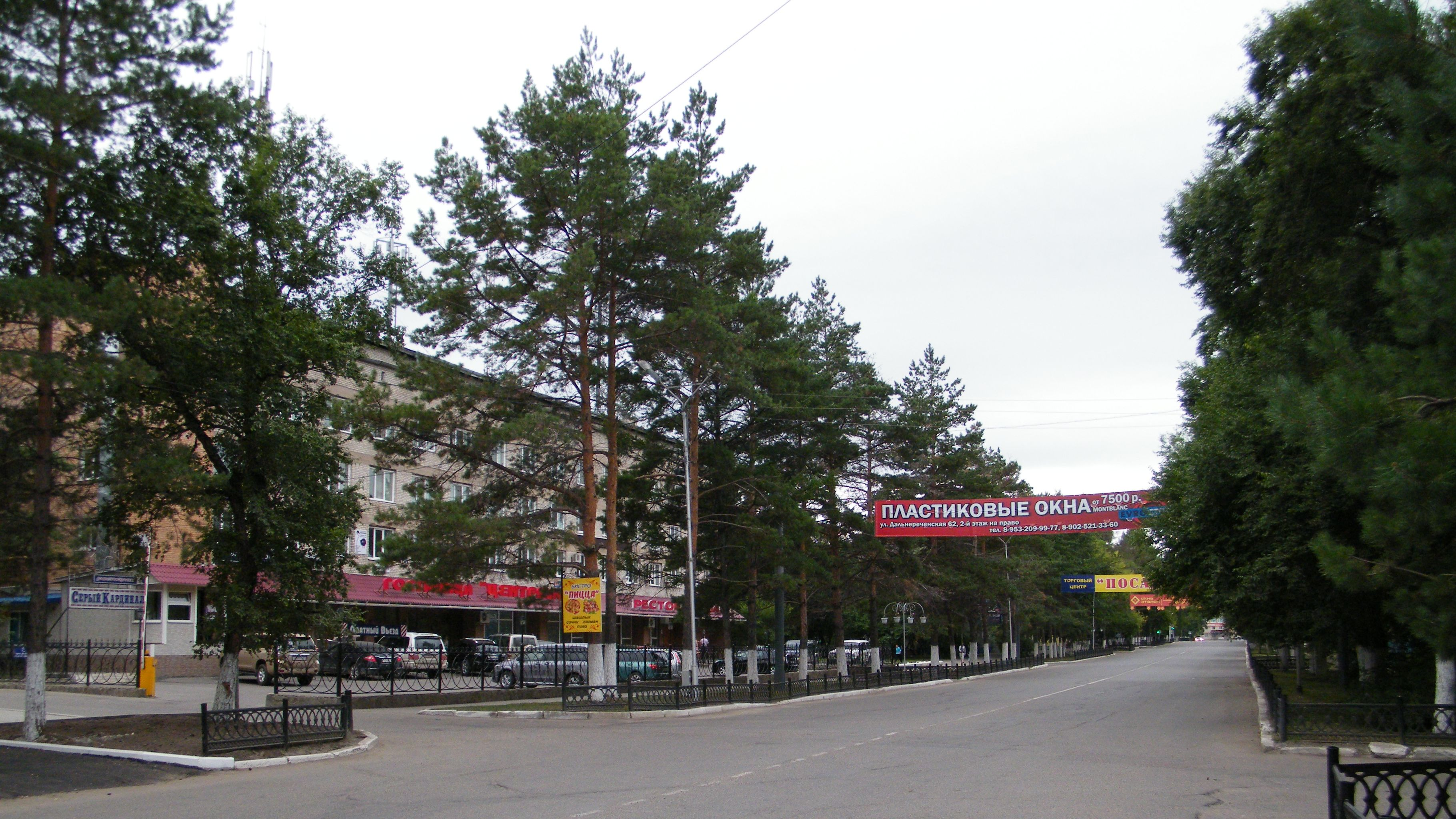
Leninstraße (2012)